# Assassin's Creed : La Croisade secrète
Assassin's Creed : La Croisade secrète (titre original : Assassin's Creed: The Secret Crusade) est le troisième roman sur l'univers d'Assassin's Creed. Écrit par Oliver Bowden, il est paru en français en 2011.
Le protagoniste de l'histoire est Altaïr, le héros du premier jeu Assassin's Creed. L'histoire relate l'enfance d'Altaïr, les faits du jeu Assassin's Creed, son exil et la reprise de Masyaf par lui-même, et enfin les faits d'Assassin's Creed: Bloodlines.